# IC 1318
IC 1318, auch als γ-Cygni-Nebel (Gamma-Cygni-Nebel) oder Schmetterlingsnebel bezeichnet, ist ein Emissionsnebel und H-II-Gebiet im Sternbild Schwan. Der Nebel befindet sich zirka 4 900 Lichtjahre von der Erde entfernt und hat eine Ausdehnung von 100 Lichtjahren. Im Zentrum des Nebels liegt der Stern Sadr, mit einer Entfernung von 1 500 Lichtjahren. IC 1318 wird in die drei Teile IC 1318 A, IC 1318 B und IC 1318 C eingeteilt, die sich voneinander unterscheiden. IC 1318 B und IC 1318 C werden von der 20 Lichtjahre breiten Dunkelwolke LDN 889 getrennt.